# Locketina
Locketina is een geslacht van spinnen uit de familie hangmatspinnen (Linyphiidae).

## Soorten
De volgende soorten zijn bij het geslacht ingedeeld:
- Locketina fissivulva (Millidge & Russell-Smith, 1992)
- Locketina pusilla (Millidge & Russell-Smith, 1992)
- Locketina versa (Locket, 1982)